# Aktivno mesto encima
Aktivno mesto oz. aktivni center encima je posebno področje na encimski molekuli, kjer se molekula substrata, ki je običajno manjša od molekule encima, veže. Natančneje je to vdolbina v tridimenzionalni strukturi encima, kjer poteka kataliza. 
Vsaka encimska molekula ima le majhno število aktivnih mest, navadno ne več kot eno na vsako podenoto. Zaradi tega morajo nekatere molekule substrata v primeru večje količine počakati, da pridejo na vrsto za vezavo v aktivno mesto in pretvorbo v produkt. Posledica takega primera je tudi učinek nasičenosti, kar jasno izraža Michaelis-Mentenova krivulja: namreč, omejeno število aktivnih mest lahko katalizira substrat z omejeno največjo hitrostjo (Vmax), zato povečanje koncentracije substrata ne vpliva več na hitrost reakcije.

## Značilnosti aktivnih mest
Aktivno mesto ima posebne značilnosti, ki so skupne večini encimov:
1. Je specifično, kar pomeni, da izmed množice možnih substratnih molekul prepozna le nekatere ali le eno samo izmed njih. Lahko tudi rečemo, da je oblika aktivnega mesta zrcalna »slika« substrata, saj se molekula substrata zelo dobro prilega aktivnemu mestu encima. Encimi kažejo dve vrsti specifičnosti: absolutno in skupinsko. Encimi prve skupine prepoznajo in katalizirajo pretvorbo le ene vrste molekul in celo razlikujejo med D- in L-izomerom substrata (primer takega encima je tripsin). Encimi kot npr. karboksipeptidaze, ki so skupinsko specifični, delujejo na veliko število podobnoh substratov, pogoj pa je prisotnost ustrezne reaktivne funkcionalne skupine.
2. Aktivno mesto predstavlja le relativno majhno tridimenzionalno področje v strukturi encima.
3. Substratne molekule se spočetka vežejo na pravo mesti v aktivnem mestu s šibkimi nekovalentimi reverzibilnimi interakcijami, od katerih so najpomembnejše hidrofobne interakcije ter ionske in vodikove vezi. Funckionalne skupine na encimu so torej v tesnem stiku s substratom in omogočajo vzpostavitev točno določenih interakcij, ki zadržijo substrat v pravilnem položajo za najunčikovitejše katalitično delovanje encimovih aminokislinskih ostankov.

## Modeli aktivnih mest
Glede na nastanek kompleksa encim-substrat (ES) se je izoblikovalo več pogledov na njegov nastanek.

### Model ključa in ključavnice
Leta 1890 je Emil Fischer predstavil teorijo modela ključa in ključavnice, s katerim je aktivno mesto encima ponazoril kot ključavnico, ki lahko sprejme le določeno vrsto substrata oz. ključa. Taki model je torej predvideval, da je aktivno mesto zelo togo in neprilagodljivo.

### Model inducirane prilagoditve
Teorija o togosti in neprilagoljivosti aktivnega mest se je v nadaljnjih raziskavah z rengentsko kristalografijo izkazala za napačno, saj je tridimenzionalna zgradba encimov zelo gibljiva in prilagodljiva, kar zato omogoča konformacijske spremembe aktivnega centra, se pravi prilagoditve molekuli substrata po velikosti, obliki in polarnosti. V skladu s tem je leta 1985 Daniel Koshland predstavil model inducirane prilagoditve, ki predvideva stalne spremembe v zgradbi aktivnega mesta med procesom vezave substrata nanj. Tako je aktivno mesto v odsotnosti substrata precej nedoločeno področje na encimu.

### Model analoga prehodnega stanja
V zadnje času so se začeli oblikovati novejši in popolnejši pogledi na nastanek kompleksa ES. Aktivno mesto tako ni sposobno samo prepoznavanja in vezave substrata, pač pa lahko tudi pravilno usmeri in aktivira substrat za pretvorbo. Ko je substrat pravilno vezan, prevzame strukturo prehodnega stanja v reakciji. Takšen model za encimsko reaktivnost imenujemo model analoga prehodnega stanja. Med drugim tudi poudarja lastnost encimov kot katalizatorjev, da lahko olajšajo nastanek visoko-energijskega prehodnega stanja in ga stabilizirajo.